# Partenstein
Partenstein település Németországban, azon belül Bajorországban. Lakosainak száma 2732 fő (2023. december 31.). Partenstein Frammersbacher Forst, Ruppertshüttener Forst, Lohr am Main, Partensteiner Forst, Wiesthal és Frammersbach községekkel határos.

## Népesség
A település népessége az elmúlt években az alábbi módon változott:
| Lakosok száma | 908  | 2104 | 2485 | 2883 | 2838 | 2855 | 2787 | 2791 | 2781 | 2732 |
|               | 1875 | 1950 | 1975 | 1987 | 2012 | 2014 | 2016 | 2017 | 2021 | 2023 |